# Saint-Nicolas-d'Aliermont
Saint-Nicolas-d'Aliermont és un municipi francès situat al departament del Sena Marítim i a la regió de Normandia. L'any 2007 tenia 3.717 habitants.

## Demografia

### Població
El 2007 la població de fet de Saint-Nicolas-d'Aliermont era de 3.717 persones. Hi havia 1.582 famílies de les quals 432 eren unipersonals (125 homes vivint sols i 307 dones vivint soles), 587 parelles sense fills, 475 parelles amb fills i 88 famílies monoparentals amb fills.
La població ha evolucionat segons el següent gràfic:
Habitants censats

### Habitatges
El 2007 hi havia 1.727 habitatges, 1.611 eren l'habitatge principal de la família, 30 eren segones residències i 86 estaven desocupats. 1.401 eren cases i 317 eren apartaments. Dels 1.611 habitatges principals, 1.039 estaven ocupats pels seus propietaris, 548 estaven llogats i ocupats pels llogaters i 24 estaven cedits a títol gratuït; 41 tenien una cambra, 105 en tenien dues, 344 en tenien tres, 516 en tenien quatre i 605 en tenien cinc o més. 1.315 habitatges disposaven pel capbaix d'una plaça de pàrquing. A 800 habitatges hi havia un automòbil i a 558 n'hi havia dos o més.

### Piràmide de població
La piràmide de població per edats i sexe el 2009 era:
| Homes | Edats   | Dones |
| ----- | ------- | ----- |
| 0     | 95 o +  | 0     |
| 16    | 90 a 94 | 12    |
| 20    | 85 a 89 | 32    |
| 44    | 80 a 84 | 40    |
| 68    | 75 a 79 | 100   |
| 68    | 70 a 74 | 80    |
| 104   | 65 a 69 | 108   |
| 68    | 60 a 64 | 112   |
| 88    | 55 a 59 | 84    |
| 136   | 50 a 54 | 144   |
| 156   | 45 a 49 | 152   |
| 160   | 40 a 44 | 164   |
| 132   | 35 a 39 | 156   |
| 144   | 30 a 34 | 124   |
| 112   | 25 a 29 | 108   |
| 108   | 20 a 24 | 88    |
| 136   | 15 a 19 | 92    |
| 120   | 10 a 14 | 124   |
| 148   | 5 a 9   | 144   |
| 112   | 0 a 4   | 88    |

## Economia
El 2007 la població en edat de treballar era de 2.348 persones, 1.633 eren actives i 715 eren inactives. De les 1.633 persones actives 1.463 estaven ocupades (793 homes i 670 dones) i 170 estaven aturades (74 homes i 96 dones). De les 715 persones inactives 289 estaven jubilades, 178 estaven estudiant i 248 estaven classificades com a «altres inactius».

### Ingressos
El 2009 a Saint-Nicolas-d'Aliermont hi havia 1.602 unitats fiscals que integraven 3.722 persones, la mediana anual d'ingressos fiscals per persona era de 17.285 €.

### Activitats econòmiques
Dels 139 establiments que hi havia el 2007, 1 era d'una empresa extractiva, 4 d'empreses alimentàries, 4 d'empreses de fabricació de material elèctric, 24 d'empreses de fabricació d'altres productes industrials, 10 d'empreses de construcció, 24 d'empreses de comerç i reparació d'automòbils, 8 d'empreses de transport, 9 d'empreses d'hostatgeria i restauració, 8 d'empreses financeres, 6 d'empreses immobiliàries, 7 d'empreses de serveis, 22 d'entitats de l'administració pública i 12 d'empreses classificades com a «altres activitats de serveis».
Dels 34 establiments de servei als particulars que hi havia el 2009, 1 era una oficina de correu, 3 oficines bancàries, 2 funeràries, 4 tallers de reparació d'automòbils i de material agrícola, 3 autoescoles, 1 paleta, 1 guixaire pintor, 1 fusteria, 3 lampisteries, 1 empresa de construcció, 4 perruqueries, 1 veterinari, 1 agència de treball temporal, 5 restaurants, 2 agències immobiliàries i 1 saló de bellesa.
Dels 11 establiments comercials que hi havia el 2009, 1 era, 1 un hipermercat, 1 una gran superfície de material de bricolatge, 2 fleques, 2 carnisseries, 1 una peixateria, 1 una botiga de material de revestiment de parets i terra i 2 floristeries.
L'any 2000 a Saint-Nicolas-d'Aliermont hi havia 19 explotacions agrícoles que ocupaven un total de 924 hectàrees.

## Equipaments sanitaris i escolars
El 2009 hi havia 2 farmàcies i 1 ambulància.
El 2009 hi havia 1 escola maternal i 2 escoles elementals. Saint-Nicolas-d'Aliermont disposava d'un col·legi d'educació secundària amb 647 alumnes.

## Poblacions més properes
El següent diagrama mostra les poblacions més properes.